# یواس‌اس دراکو (ای‌کی-۷۹)
یواس‌اس دراکو (ای‌کی-۷۹) (به انگلیسی: USS Draco (AK-79)) یک کشتی بود که طول آن ۴۴۱ فوت ۶ اینچ (۱۳۴٫۵۷ متر) بود. این کشتی در سال ۱۹۴۳ ساخته شد.